# نوبل ویلینگهام
نوبل ویلینگهام (انگلیسی: Noble Willingham; ۳۱ اوت ۱۹۳۱ – ۱۷ ژانویهٔ ۲۰۰۴) هنرپیشه اهل ایالات متحده آمریکا بود.
از فیلم‌هایی که وی در آن نقش داشته‌است، می‌توان به صبح به خیر، ویتنام، ایس ونچورا: کارآگاه حیوانات، آخرین پسر پیشاهنگ، خصوصی و شخصی، سرقت، فرصت‌های شغلی، افق کور و جنتلمن برجسته اشاره کرد.